# Trichoclinocera rupestris
Trichoclinocera rupestris är en tvåvingeart som beskrevs av Sinclair 1994. Trichoclinocera rupestris ingår i släktet Trichoclinocera och familjen dansflugor.
Artens utbredningsområde är Wyoming. Inga underarter finns listade i Catalogue of Life.